# Oleksandr Swatok
Oleksandr Serhijowytsch Swatok (ukrainisch Олександр Сергійович Сваток; * 27. September 1994 in Kamjanske) ist ein ukrainischer Fußballspieler.

## Karriere

### Verein
Von der Jugend von Inter Dnipropetrovsk, ging er ab 2007 in die von Dnipro Dnipropetrovsk über, wo er erst zur Saison 2011/12 Teil der Zweitmannschaft wurde und schließlich zur Spielzeit 2014/15 ein fester Teil des Kaders der ersten Mannschaft wurde. Sein Debüt für diese hatte er bereits in der Europa League Saison 2013/14 am 28. November 2013 bei einem 4:1-Sieg über den Pandurii. Sein Liga-Debüt folgte dann am 19. April 2015 bei einem 5:0-Sieg über Olimpik Donezk. Davor wurde er aber von August bis Dezember 2014 noch kurz an Wolyn Luzk verliehen. Zur Saison 2016/17 kam er schließlich dann auch dauerhaft zum Einsatz und trug zum Ende hin auch des Öfteren die Kapitänsbinde.
Zur Spielzeit 2017/18 verließ er schließlich seinen ehemaligen Jugendklub und schloss sich Sorja Luhansk an. Mit diesen spielte er in dieser dann auch in der Europa League mit und verblieb bis Februar 2019. Hier hatte er nun eine kurze Zeit in Kroatien bei Hajduk Split, wo er aber ab Mai in der Liga schon kaum mehr zum Einsatz kam. Seit Anfang 2020 ist er so wieder zurück in der Ukraine und spielt bis heute beim SK Dnipro-1.

### Nationalmannschaft
Nach der ukrainischen U18 kam er auch bei der U19 in Freundschaftsspielen zum Einsatz. Ab Januar 2014 kam er bis Juni 2016 auch bei der U21 zum Einsatz und sammelte hier einiges an Einsätzen, wo er auch zuletzt die Kapitänsbinde trug.
Sein Debüt für die A-Nationalmannschaft hatte er am 26. März 2023 bei einer 0:2-Niederlage gegen England in der Qualifikation für die Europameisterschaft 2024, wo er auch in der Startelf stand. Ab Juni des Jahres kam er dann auch noch bei weiteren Qualifikationspartien zum Einsatz.